# Glover Rocks
Die Glover Rocks sind eine Gruppe aus Klippenfelsen im Archipel der Adelaide- und Biscoe-Inseln vor der Westküste der Antarktischen Halbinsel. Sie liegen nordwestlich von Avian Island vor dem südlichen Ende der Adelaide-Insel.
Das UK Antarctic Place-Names Committee benannte sie 1964 nach John Framcos Glover (* 1940), zwischen 1962 und 1963 dritter Maschinist auf dem Forschungsschiff RRS John Biscoe zur Unterstützung der Arbeiten der hydrographischen Vermessungseinheit der Royal Navy, welche diese Gruppe 1963 erstmals kartierte.